# Moeselpeel
De Moeselpeel is een natuurgebied van 90 ha dat zich op 2 à 3 km ten zuidoosten van het centrum van Weert bevindt. Het is in bezit van Staatsbosbeheer en het Limburgs Landschap.

## Geschiedenis
Het is een van de vele peelvennen of 'pelen', en de mens heeft hier nauwelijks ingrepen verricht. Er is wel verveend, zodat omstreeks 1900 een open plas aanwezig was. Deze is opnieuw verland zodat open water nauwelijks meer aanwezig is. In de 20e eeuw werden afwateringssloten gegraven. De bedoeling hiervan was om het gebied voor landbouwdoeleinden te ontginnen. Deze ontginning is niet doorgegaan maar door de ontwatering trad mineralisatie van het veen op. Om dit proces tegen te gaan werden de ontwateringssloten begin jaren 90 van de 20e eeuw afgedamd. 
Door de instroom van voedselrijk water werd het vanouds mesotrofe gebied steeds voedselrijker. Om deze reden werd midden jaren 90 van de 20e eeuw het water uit de landbouwgebieden omgeleid en kon het natuurgebied zich geleidelijk herstellen zodat de hoogveenvorming uiteindelijk weer op gang kan komen. De Moeselpeel wordt dan ook weer gevoed door kwel die afkomstig is van de dekzandrug van Weert. Aangezien de kwel matig basisch is en het afstromende water veel zuurder, zijn hier in het verleden gradiënten in de zuurgraad van het water geweest.

## Kenmerken
In de bodem onder de veenlaag is leem aanwezig.
Het gebied is omgeven door een bufferzone van graslanden die afgegraasd worden door runderen.
De Moeselpeel is geen opzichzelfstaand natuurgebied, het staat in verbinding met de Kootspeel en Roeventerpeel die in het noordoosten aansluiten aan dit laaggelegen gebied. Door deze gebieden stroomt ook de Leukerbeek in zuidwestelijke richting, om vervolgens naar het oosten af te buigen. Hier staat de Moeselpeel in verbinding met het natuurgebied De Krang

### Plantengroei
De kern van het gebied bestaat uit verruigde rietmoerassen met een gordel van wilgen- en elzenbroekbos eromheen. Koningsvaren, melkeppe, gagel en pluimzegge zijn enkele van de planten die er groeien.

## De Schans
De Moeselpeel is vernoemd naar de buurtschap Moesel die ten westen van het gebied is gelegen. Hier bevond zich vroeger een schans. Dit was een zandbult in het moeras dat een eilandje vormde en slechts via een smal pad bereikbaar was. Tijdens de Tachtigjarige Oorlog, in de 17e eeuw, werd het als toevluchtsoord voor de bevolking gebruikt. Kunstmatige verdedigingswerken waren er waarschijnlijk niet op aangebracht.
Evenals de naam Moesdijk, die is gegeven aan de buurtschap ten noorden van het gebied, is dit een verbastering van het dialectwoord moeëst wat moeras betekent (evenals peel trouwens).

## Bedreigingen
De belangrijkste bedreiging vormt de nabijheid van de stadsbebouwing van Weert, in combinatie met de aanleg van autowegen in de onmiddellijke omgeving van het gebied.